# Gripin
A Gripin egy török rockegyüttes. Nevüket az azonos márkanevű megfázás elleni gyógyszerről kapták.

## Története
Az együttest 1999-ben alapította Evren Gülçığ és Birol Namoğlu. 2001-ben csatlakozott Murat Başdoğan és İlker Baliç, majd egy évvel később Arda İnceoğlu. Isztambul bárjaiban és klubjaiban léptek fel, majd 2004-ben a GRGDN jelentette meg első nagylemezüket Hikayeler Anlatıldı címmel. Egy évvel később jelentették meg az album akusztikus verzióját három új dallal kiegészítve.
2007-ben jelent meg következő nagylemezük Gripin címmel, melyről az Emre Aydınnal közösen előadott Sensiz İstanbul’a Düşmanım c. dal több díjat is elnyert.
2010-ben a Gripin egyik alapító tagja, Evren elhagyta az együttest. Az együttes negyedik nagylemeze MS 05 03 2010 címmel jelent meg 2010. március 5-én.

## Nagylemezek
- Hikayeler Anlatıldı, 2004, GRGDN
- Hikayeler Anlatıldı, 2005, GRGDN/Sony
- Gripin, 2007, GRGDN/Sony
- MS 05 03 2010, 2010, Avrupa Müzik
- Yalnızlığın Çaresini Bulmuşlar, 2012, Avrupa Müzik
- Nasılım Biliyor musun?, 2017, Avrupa Müzik

## Díjak, elismerések

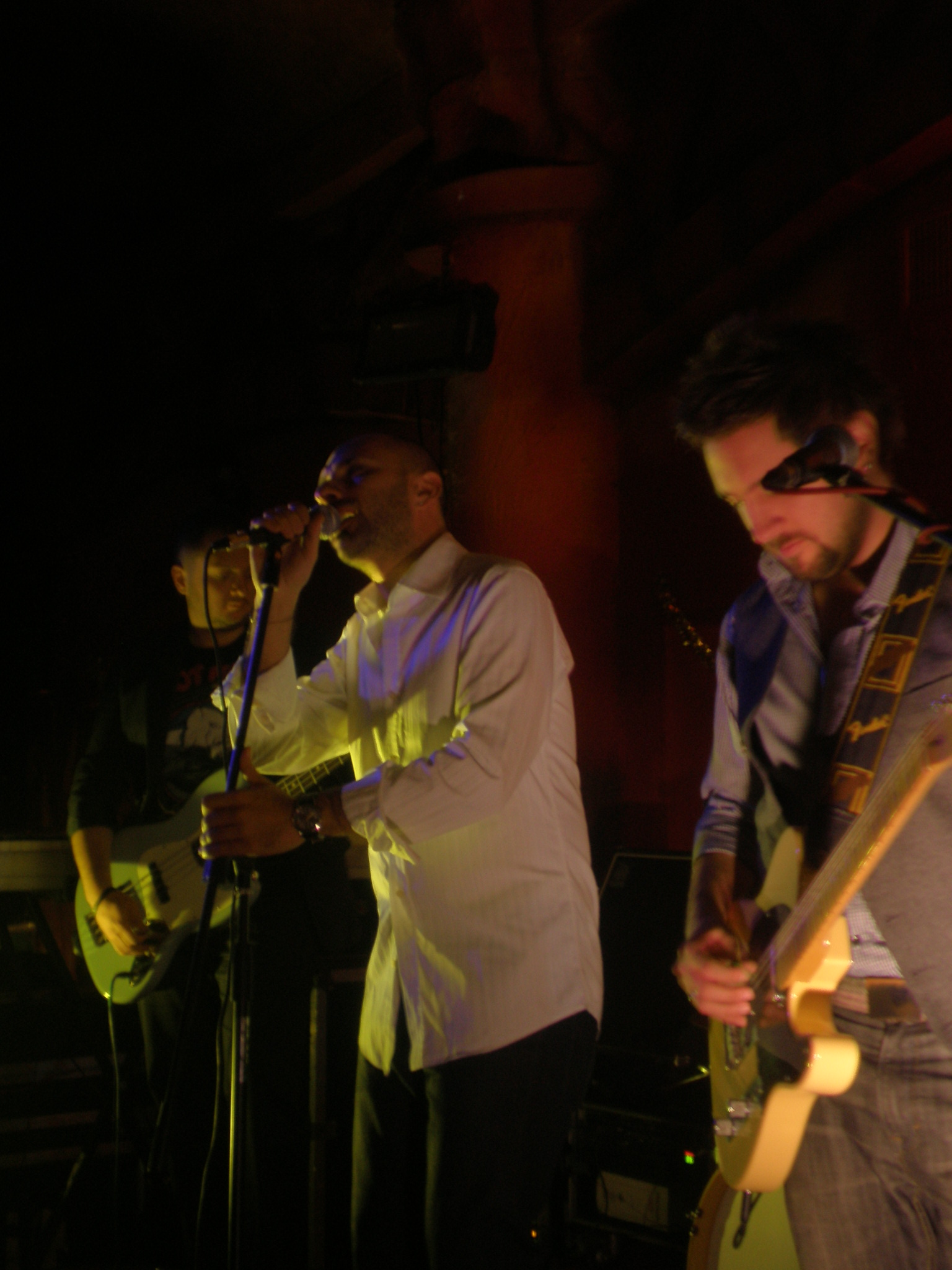
A Gripin Antalyában

- 34. Hürriyet Altın Kelebek Ödülleri 
  - "Legjobb újonc"[5]
- 11. Istanbul FM Gold Awards 2007[6]
  - Legjobb rockegyüttes
  - Legjobb dal és dalszöveg (Emre Aydınnal közösen a Sensiz İstanbul'a Düşmanım c. dalért)
- Dream Magazin 2007[7]
  - Az év zenei eseménye: Gripin-emreaydın: Sensiz İstanbul'a Düşmanım
- Dream TV 2007 Top 50[8]
  - 3rd hely: Gripin-emreaydın: Sensiz İstanbul'a Düşmanım
  - 15. hely: Böyle Kahpedir Dünya
- 43. Altın Kelebek Ödülleri (2016)[9]
  - Legjobb együttes